# Многоборье МР-4
Многоборье радистов (радиомногоборье, МР-4) — дисциплина радиоспорта. Номер-код спортивной дисциплины во Всероссийском реестре видов спорта — 1450011811Я.
Включает четыре вида программы:
- приём на слух несмысловых буквенных и цифровых текстов, передаваемых кодом Морзе,
- передачу кодом Морзе несмысловых буквенных и цифровых текстов с использованием телеграфного ключа,
- радиообмен (обмен радиограммами в радиосети с использованием кода Морзе и маломощных радиостанций),
- спортивное ориентирование (ориентирование на местности с использованием карты и магнитного компаса).